# Signora di Conca Casale
La Signora di Conca Casale è un insaccato di carne suina, di grande pezzatura, tipico di alcune zone montuose del Molise, nei pressi di Venafro. 
A differenza di altri salumi della pratica gastronomica molisana, la Signora non fa parte di una tradizione povera, ma è considerato un prodotto pregiato e particolare. I tagli pregiati richiesti dalla lavorazione, e la grande pezzatura in cui viene realizzata (da 800 grammi fino a 5 kg), fanno sì, ad esempio, che da ogni capo possa essere realizzata un solo salume. 
Il salume è annoverato tra i Presidii alimentari di Slow Food e individuata tra i Prodotti agroalimentari tradizionali molisani.

## Procedimento
La preparazione avviene con un procedimento manuale che prevedo lo sminuzzamento della carne e del grasso 'in punta di coltello', con il ritaglio di pezzi a diversa grana, fine e grossa, in modo da favorire l'omogeneo riempimento del budello nella fase successiva.

### Preparazione dell'amalgama
Secondo la tradizione, la parte magra del riempimento si ottiene con lo sminuzzamento di carni dai tagli di lombo e spalla anche se, attualmente, si ricorre anche al controfiletto e a parti provenienti dalla coscia. La parte grassa si ottiene invece dal lardo del dorso e della pancetta. 
I pezzi, di varia grana, vengono quindi amalgamati e speziati con aromi, come pepe in grani, peperoncino rosso ridotto in polvere, finocchio selvatico, coriandolo.
L'amalgama così ottenuto viene dapprima lasciato a "maturare" alcune ore prima di passare alla fase successiva, mentre si può procedere al lavaggio e alla preparazione del budello.

### Riempimento del budello
Per l'insaccatura si usa il budello cieco del maiale, localmente detto zia, che viene sottoposto a un particolare procedimento lavaggio, in cui intervengono "ingredienti" particolari: vino, aceto, farina grezza di mais, succo d'arancia e di limone. 
Anche la fase di insaccatura avviene con procedimento interamente manuale, per la cui riuscita è richiesta la perizia dell'operatore. Le carni, dopo la conciatura, l'amalgama e la "maturazione"  a riposo, vengono inserite con estrema accuratezza nel budello attraverso un apposito imbuto, avendo particolare cura che il riempimento avvenga in modo il più omogeneo possibile.
La pezzatura finale potrà variare da circa 800 grammi, fino a esemplari di prodotto del peso di 5 chilogrammi. 

### Stagionatura
Il successo della stagionatura è legata all'accuratezza e all'omogeneità del riempimento del budello. La grande pezzatura richiede una stagionatura piuttosto lunga, per almeno sei mesi, a seconda delle dimensioni. Poiché il salume viene generalmente preparato nella stagione invernale, il suo consumo non può quindi avvenire prima dell'estate.
L'aspetto finale della Signora di Conca Casale, ricorda la forma esteriore di un alveare. Il prodotto stagionato viene consumato dopo essere stato tagliato in fette spesse. 
Per quanto riguarda l'aspetto organolettico, «si avverte tutto il sapore e la consistenza di un salame crudo a grana grossa con, in evidenza, il finocchietto selvatico e una nota di agrumi, dovuta al lavaggio del budello».